# Чемпионат Европы по настольному теннису 2010
29-й чемпионат Европы по настольному теннису проходил с 11 по 19 сентября 2010 года в чешской Остраве в спорткомплексе «ČEZ Арена».
В ходе соревнований было разыграно 6 комплектов медалей: в мужском и женском одиночном и парном разрядах и командных соревнованиях. До 2010 года, последний раз чемпионат Европы в Чехии проводился 24 года назад. В соревнованиях принимали участие более 600 игроков из 56 стран.
Третий раз за последние 4 чемпионата Европы абсолютным чемпионом стал немец Тимо Болль — на его счету золото в одиночном и парном разрядах, а также в командном первенстве.

## Медалисты

### Мужчины
| Разряд               | Золото                                                               | Серебро                                                         | Бронза                                                       |
| -------------------- | -------------------------------------------------------------------- | --------------------------------------------------------------- | ------------------------------------------------------------ |
| Одиночный разряд     | Тимо Болль                                                           | Патрик Баум                                                     | Кристиан Зюс                                                 |
| Одиночный разряд     | Тимо Болль                                                           | Патрик Баум                                                     | Вернер Шлагер                                                |
| Парный разряд        | Тимо Болль Кристиан Зюс                                              | Каспер Стернберг Йонатан Грот                                   | Йенс Лундквист Пер Герелль                                   |
| Парный разряд        | Тимо Болль Кристиан Зюс                                              | Каспер Стернберг Йонатан Грот                                   | Коу Лей Евгений Прищепа                                      |
| Командное первенство | Германия · Тимо Болль · Патрик Баум · Кристиан Зюс · Дмитрий Овчаров | Беларусь · Владимир Самсонов · Евгений Щетинин · Павел Платонов | Франция · Адрьен Маттене · Эмманюэль Лебессон · Кристоф Легу |
| Командное первенство | Германия · Тимо Болль · Патрик Баум · Кристиан Зюс · Дмитрий Овчаров | Беларусь · Владимир Самсонов · Евгений Щетинин · Павел Платонов | Чехия · Дмитрий Прокопцов · Петр Корбель · Йозеф Симончик    |

### Женщины
| Разряд               | Золото                                        | Серебро                                                  | Бронза                                                                  |
| -------------------- | --------------------------------------------- | -------------------------------------------------------- | ----------------------------------------------------------------------- |
| Одиночный разряд     | Виктория Павлович                             | Лю Цзя                                                   | Мелек Ху                                                                |
| Одиночный разряд     | Виктория Павлович                             | Лю Цзя                                                   | Рута Пашкаускиене                                                       |
| Парный разряд        | Рута Пашкаускиене Оксана Фадеева              | Ли Цзе Елена Тимина                                      | Даниела Додян Элизабета Самара                                          |
| Парный разряд        | Рута Пашкаускиене Оксана Фадеева              | Ли Цзе Елена Тимина                                      | Кристина Тот Георгина Пота                                              |
| Командное первенство | Нидерланды · Ли Цзяо · Ли Цзе · Линда Кремерс | Румыния · Даниела Додян · Элизабета Самара · Юлия Некула | Беларусь · Виктория Павлович · Вероника Павлович · Александра Привалова |
| Командное первенство | Нидерланды · Ли Цзяо · Ли Цзе · Линда Кремерс | Румыния · Даниела Додян · Элизабета Самара · Юлия Некула | Польша · Ли Цянь · Сюй Цзе · Наталья Партыка                            |